# 발렌티나 나피
발렌티나 나피(Valentina Nappi, 1990년 11월 6일 ~ )는 이탈리아의 포르노 배우, 모델이다.